# (546068) 2011 YF58
(546068) 2011 YF58 ist ein Asteroid des inneren Hauptgürtels, der am 21. Oktober 2011 im Rahmen des Mount Lemmon Survey am Mount-Lemmon-Observatorium ungefähr 17 Kilometer nordöstlich von Tucson in Arizona/Vereinigte Staaten (IAU-Code G96) entdeckt wurde.